# Hemileccinum
Genre
Hemileccinum est un genre de champignons de la famille des Boletaceae créé en 2008 par Josef Šutara pour accueillir deux espèces partageant certains caractères morphologiques : H. depilatum et le type H. impolitum. In 2014, Wu et al. l'on trouvé distinct des autres genres de bolets  à l'analyse moléculaire et très proche de Corneroboletus. In 2015, H. subglabripes a été recombiné avec Hemileccinum contre Boletus,  en se basant sur l'ADN, tandis que des études complémentaires ont confirmé le caractère monophylétique du genre.
Morphological Features of Xerocomoid Boletes,,,
|                         | Boletus s.str.                                                                  | Hemileccinum                                                                                                | Xerocomellus                                                                                              | Xerocomus s.str.                                                  |
| ----------------------- | ------------------------------------------------------------------------------- | --- | --- | ----------------------------------------------------------------- |
| Spore                   | lisse                                                                           | lisse | striée longitudinalement ou lisse, jamais bacilée                                                         | Bacilée                                                           |
| Trame hyméniale         | de type Bolétoïde avec une strate gélatineuse latérale                          | de type Bolétoïde avec une strate gélatineuse latérale                                                      | Intermediaire entre bolétoïde et phylloporoïde à la maturité avec trame gélatineuse faible mais distincte | de type Phylloporoïde avec strate latérale non gélatineuse        |
| Pileipellis             | Trichodermique, parfois collapsing, rarement à ixotrichoderme ou autre          | Initialement trichodermique mais collapsée avec l'âge                                                       | Initialement palissadoderme, typiquement incrustée                                                        | Initialement trichodermique, jamais incrustée                     |
| Stratum à stipe latéral | Souvent gélatineux, 60-90 μm d'épaisseur, plus épais que celle des Xerocomellus | Semblable à celle des espèces de Leccinum, ornée de rugulosités sur le stipe jusqu'à 400-640 μm d'épaisseur | souvent absent, réduit à moins de 30-40 μm d'épaisseur, non gélatineux                                    | Sratum du tipe latéral jamais gélatineux et 80-200 μm d'épaisseur |

## Liste d'espèces
Selon Index Fungorum (12 mars 2020) et MycoBank (12 mars 2020) :
- Hemileccinum depilatum (Redeuilh) Šutara 2008
- Hemileccinum hortonii (A.H. Sm. & Thiers) M. Kuo & B. Ortiz 2020
- Hemileccinum impolitum (Fr.) Šutara 2008
- Hemileccinum indecorum (Massee) G. Wu & Zhu L. Yang 2016
- Hemileccinum rubropunctum (Peck) Halling & B. Ortiz 2020
- Hemileccinum rugosum G. Wu & Zhu L. Yang 2016
- Hemileccinum subglabripes (Peck) Halling 2015